# I Love You, America with Sarah Silverman
I Love You, America with Sarah Silverman é um programa de talk show norte-americano apresentado pela humorista Sarah Silverman, lançado em 12 de outubro de 2017, no Hulu. Como reconhecimento, recebeu indicação ao Primetime Emmy Awards 2019.